# Hasan Madan
Hasan Madan (29. veljače 1996.)) je bahreinski rukometaš. Nastupa za klub Alder i reprezentaciju Bahreina.
Natjecao se na Svjetskom prvenstvu u Danskoj i Njemačkoj 2019. gdje je reprezentacija Bahreina završila na 20. mjestu. 